# ОШ „Бранко Радичевић” Лугавчина
ОШ „Бранко Радичевић” Лугавчина, насељеном месту на територији града Смедерево, основана је 1865. године. Министарство просвете Републике Србије их је 2006—2007. рангирало као 225. од 1005. школа у Србији и прву у Подунавском управном округу.

## О школи
Поред девет стандардних учионица које користе за извођење наставе користе и два кабинета за информатику и „учионицу ризницу” која је оформљена 2006. године као део развојног пројекта школе. Садрже кухињу са трпезаријом, библиотеку и медијатеку, салу за академије, приредбе и сличне манифестације са малом позорницом и истурено одељење музичке школе „Коста Манојловић”. Школска зграда располаже укупном површином од 1450m² са осам учионица опште намене 527m², једном специјализованом учионицом 50m², два кабинета информатике 115m², трпезаријом 400m², котларницом 100m², мокрим чворем 60m² и осталим простором 198m². У школском дворишту површине 1500m² имају изграђене спортске терене за мале спортове, немају адекватну салу за физичко васпитање. Поседују два кабинета за информатику са укупно двадесет и четири рачунара од којих су четрнаест исправна, два ласерска штампача у црнобелој техници и један „инк-џет” штампач у боји. Године 2011. су отворили продужени боравак за децу првог и другог разреда. Броје 306 ученика у укупно шеснаест одељења, осам одељења разредне и осам предметне наставе. Садрже Стручни актив за безбедност и заштиту ученика од насиља, Тим за инклузивно образовање, Тим за развој школског програма, Стручни актив за школско развојно планирање рада школе, Педагошки колегијум, Тим за професионалну оријентацију, Тим за „учионицу ризницу”, Тим за контролу забране против пушења, Лице за стручно усавршавање, Тим за подршку ученицима у учењу и понашању, Тим за самовредновање рада школе, Тим за културне активности у школи и Тим за спровођење завршног испита, као и драмску, новинарску, рецитаторску, ликовну, литералну, библиотечку секцију, хор и оркестар, рукометну и фудбалску секцију.

## Догађаји
Догађаји Основне школе „Бранко Радичевић”:
- Савиндан
- Дан школе
- Дан државности Србије
- Дан толеранције
- Дан саобраћаја
- Дан девојчица
- Европски дан језика
- Дечја недеља
- Фестивал „Волим што сам дете”
- Фестивал драмског стваралаштва „Театар од снова”
- Фестивал науке